# Frohmuhl
Frohmuhl település Franciaországban, Bas-Rhin megyében. Lakosainak száma 157 fő (2022. január 1.). Frohmuhl Hinsbourg, Puberg, Struth, Tieffenbach és Weislingen községekkel határos.

## Népesség
A település népességének változása:
| Lakosok száma | 185  | 183  | 187  | 181  | 175  | 168  | 161  | 159  | 157  |
|               | 2013 | 2015 | 2016 | 2017 | 2018 | 2019 | 2020 | 2021 | 2022 |